# اندیگان (فرستاده)
اندیگان یکی از نجیب‌زادگان ایرانی در زمان حکومت شاهنشاه هرمز چهارم ساسانی (حک. ۵۷۹–۵۹۰) بود. او در سال ۵۸۱ میلادی برای مذاکره با زکریا، فرستاده روم، به دارا در مرز ایران و روم رفت. اندیگان در طول مذاکره با جلب توجه به ارتش تهم‌خسرو که در نزدیکی نصیبین مستقر بود، سعی در تحت فشار قرار دادن زکریا داشت که منجر به پایان مذاکرات و از سرگیری درگیری‌ها شد.